# Lepidium subalpinum
Lepidium subalpinum är en korsblommig växtart som beskrevs av Vladimir Leontjevitj Komarov. Lepidium subalpinum ingår i släktet krassingar, och familjen korsblommiga växter. Inga underarter finns listade i Catalogue of Life.